# Casale Monferrato
Casale Monferrato je italské město v provincii Alessandria v oblasti Piemont.
V roce 2012 zde žilo 35 908 obyvatel.

## Sousední obce
Balzola, Borgo San Martino, Camagna Monferrato, Candia Lomellina, Coniolo, Conzano, Frassineto Po, Morano sul Po, Motta de' Conti, Occimiano, Ozzano Monferrato, Pontestura, Rosignano Monferrato, San Giorgio Monferrato, Terruggia, Villanova Monferrato

## Partnerská města
- Trnava, Slovensko
- Weinstadt, Německo
- Pescara, Itálie
- Mantova, Itálie
- Gjirokastër, Albánie